# 50e armée (Japon)
La 50e armée (第50軍, Dai-go-jū gun) est une unité de l'armée impériale japonaise basée dans la préfecture d'Aomori à la toute fin de la Seconde Guerre mondiale.

## Histoire
La 50e armée est initialement créée le 19 juin 1945 et placée sous le contrôle de la 11e armée régionale dans le cadre des tentatives désespérées du Japon d'empêcher une invasion américaine des préfectures de la région de Tōhoku durant l'opération Downfall. Elle est basée dans la préfecture d'Aomori et principalement composée de réservistes sous-entraînés, d'étudiants conscrits, et de miliciens locaux des corps combattants des citoyens patriotiques.
Elle est dissoute au moment de la reddition du Japon le 15 août 1945 sans avoir combattu.

## Commandement
|                   | Nom                                  | De            | À                 |
| ----------------- | ------------------------------------ | ------------- | ----------------- |
| Commandant        | Lieutenant-général Toshimoto Hoshino | 10 juin 1945  | 15 août 1945      |
| Chef d'État-major | Major-général Kimihide Ota           | 1er juin 1945 | 1er novembre 1945 |